# Graham Alexander
Graham Alexander (* 10. Oktober 1971 in Coventry) ist ein ehemaliger schottischer Fußballspieler und aktueller -trainer. Er spielte bevorzugt als Außenverteidiger, kam aber auch im defensiven Mittelfeld zum Einsatz. Alexander galt zudem als treffsicherer Elfmeterschütze.

## Spielerkarriere

### Verein
Graham Alexander lernte das Fußballspielen in der Jugend von Scunthorpe United als Außenverteidiger. Im Jahr 1991 unterschrieb er seinen ersten Profivertrag bei den Irons, wie der Verein in England genannt wird, und absolvierte in seiner Premierensaison 36 Partien bei Scunthorpe in der Fourth Division. In den folgenden drei Spielzeiten etablierte er sich als Stammspieler bei den Irons und transferierte im Sommer 1995 für 100.000 Pfund zu Luton Town in die Football League First Division, der höchsten englischen Spielklasse. Auch bei Luton bestritt er fast sämtlich Ligaspiele, stieg jedoch in der Saison 1995/96 mit dem Verein in die Second Division ab. Während Alexander in der darauffolgenden Spielzeit mit Luton nur knapp den Wiederaufstieg in die First Division verpasste, platzierte er sich mit der Mannschaft in folgenden zwei Jahren auf einem Rang im Tabellenmittelfeld. Im März 1999 unterzeichnete der Außenverteidiger einen Vertrag bei Preston North End.
In Preston zeigte Alexander vor allem seine Offensivqualitäten, in der Saison 2002/03 erzielte er in 45 Partien zehn Tore für North End. Er schaffte mit der Mannschaft in vier Jahren in Folge den Klassenerhalt in der höchsten englischen Spielklasse, musste jedoch nach der Saison 2003/04 den Abstieg in die neugegründete Football League Championship hinnehmen. Alexander blieb dem Verein noch drei weitere Jahre erhalten, im August 2007 transferierte er zum FC Burnley. Er spielte eine eher schwache erste Spielzeit bei Burnley und belegte mit den Clarets den 13. Rang in der Championship. In der Spielzeit 2008/09 gelang sowohl Alexander als auch den Clarets eine starke Leistungssteigerung. Es gelang der Einzug ins Halbfinale des FA Cups und eine Platzierung auf dem fünften Rang in der Championship, der zu den Playoff-Spielen um den Aufstieg in die Premier League berechtigte. In diesen Playoff-Partien wurden der FC Reading und Sheffield United besiegt und der Aufstieg in die Premier League sichergestellt. Alexander erzielte in der ersten Halbfinal-Partie gegen Reading zudem den Siegtreffer für Burnley. Mit seinem Tor am 16. Dezember 2009 gegen Arsenal wurde er zum fünftältesten Torschützen der Premier-League-Geschichte. Zudem war dies sein 100. Liga-Tor als Profispieler.
Am 28. April 2012 bestritt er für Preston North End sein letztes Pflichtspiel und erzielte dabei in der Nachspielzeit per Freistoß den Ausgleich im Ligaspiel gegen Charlton Athletic.

### Nationalmannschaft
Graham Alexander debütierte am 17. April 2002 für die schottische Fußballnationalmannschaft in der Partie gegen Nigeria, die 1:2 verloren ging. Seither kam er regelmäßig für die Schotten zum Einsatz. Anders als im Verein beschränkt er sich im Nationalteam auf defensive Aufgaben, weshalb er bisher keinen Treffer erzielt hat. Eine der größten Überraschungen der letzten Jahre gelang ihm am 7. Oktober 2006, als die Franzosen im Glasgower Hampden Park mit 1:0 besiegt wurden. Die Schotten konnten sich trotz dieses Sieges nicht für die Fußball-Europameisterschaft 2008 qualifizieren.

## Trainerlaufbahn
Während der Saison 2011/12 sammelte Alexander nach der Entlassung von Phil Brown bei Preston North End erste Erfahrungen als Cheftrainer. Das Amt übte er interimistisch gemeinsam mit David Unsworth aus und die Mannschaft verlor während dieser Zeit nur eins von fünf Spielen. Im Juni 2012 übernahm er schließlich die Leitung der Jugendarbeit im Verein.
Anfang Dezember 2012 trat er die Nachfolge von Micky Mellon beim Viertligisten Fleetwood Town an. Mellon war zuvor nach einer FA-Cup-Niederlage entlassen wurden und hatte somit den Platz für Alexanders erstes Vollzeitengagement als Cheftrainer einer Profimannschaft gemacht. Er führte das Team in der Saison 2013/14 über die Play-offs zum Aufstieg in die Football League One, dort gelang in der Folgesaison als Tabellenzehnter souverän der Klassenerhalt. Nach einem schwachen Start in die Spielzeit 2015/16 wurde er im September 2015 entlassen.
Im März 2016 übernahm er den Trainerposten beim Drittligisten Scunthorpe United und erreichte mit der Mannschaft in der Saison 2016/17 als Drittplatzierte die Aufstiegs-Play-offs, in denen man aber am FC Millwall scheiterte. In der Folgesaison befand sich das Team erneut im Rennen um die Aufstiegsplätze, Alexander wurde aber auf Platz 5 liegend Ende März 2018 entlassen, nachdem in den vorangegangenen acht Partien kein Sieg gelungen war.
Zur Saison 2018/19 übernahm Alexander den ambitionierten Fünftligisten Salford City, den er am Saisonende mittels Play-off-Erfolg zum erstmaligen Aufstieg in die EFL League Two führte. Neben einem Mittelfeldplatz in der Saison 2019/20, die wegen der weltweiten Covid-19-Pandemie abgebrochen wurde, führte er das Team auch in das Finale um die EFL Trophy, dessen Austragung allerdings auf 2021 verschoben wurde.
In die Saison 2020/21 startete er mit dem Team mit zwei Siegen und drei Unentschieden, dennoch wurde er im Oktober auf dem fünften Tabellenplatz liegend entlassen.
Drei Monate später, am 7. Januar 2021 übernahm er den Trainerposten beim schottischen Erstligisten FC Motherwell. Alexander qualifizierte sich mit Motherwell als Tabellenfünfter in der Saison 2021/22 für die UEFA Europa Conference League. Nachdem man dort in der Qualifikation am irischen Vertreter Sligo Rovers gescheitert war und im gesamten Jahr 2022 nur fünf Partien gewonnen hatte, trennten sich Trainer und Verein Ende Juli 2022 wieder.
Ende Mai 2023 wurde Alexander als neuer Trainer der Milton Keynes Dons vorgestellt, der Klub war kurz zuvor in die EFL League Two abgestiegen. Bereits Mitte Oktober 2023 wurde Graham nach 16 Pflichtspielen mit Milton Keynes wieder entlassen. In den vorangegangenen acht Ligaspielen war das Team sieglos geblieben und auf den 16. Tabellenplatz abgerutscht, zuletzt hatte man in der Liga eine 2:0-Führung gegen den AFC Barrow durch zwei Gegentore in der Nachspielzeit noch verspielt. Bereits drei Wochen später wurde Alexander als Trainer von Viertligist Bradford City vorgestellt, er erhielt einen Vertrag bis Sommer 2026.